# Susanne Bommeli
Susanne Bommeli (* 10. Februar 1951 in Bern; † 26. April 2011) war eine Schweizer Unternehmerin und Politikerin (FDP.Die Liberalen) aus dem Kanton Bern.
Sie wuchs in Bern auf, besuchte das Gymnasium Kirchenfeld und verbrachte nach der Matura und der Heirat mit Walter Bommeli einige Jahre in Nepal. Mit ihrem Ehemann gründete sie 1981 das Tiermedizinunternehmen Dr. Bommeli AG, welches sie 1991 an die Hoechst-Gruppe veräusserte. Sie war Mutter zweier Kinder und lebte mit ihrem Mann auf Schloss Bremgarten.
Bommeli wurde 1987 in den Gemeinderat (die Exekutive) von Bremgarten bei Bern gewählt und war von 1991 bis 1999 Gemeindepräsidentin. 1994 wurde sie Mitglied des Grossen Rats des Kantons Bern. Sie gehörte dort zu den führenden Finanzpolitikern und setzte sich für eine strenge Sparpolitik ein. Im August 2010 trat sie wegen ihres Krebsleidens, dem sie im April 2011 erlag, aus dem Kantonsparlament zurück.